# FGL1
FGL1‏ (Fibrinogen like 1) هوَ بروتين يُشَفر بواسطة جين FGL1 في الإنسان.

## الأهمية السريرية
قد يلعب FGL-1 دورًا في تطور سرطان الخلايا الكبدية.